# Integralgeometrie
Integralgeometrie ist ein Zweig der Geometrie, der sich mit Maßen beschäftigt, die invariant unter Gruppen von Transformationen des Raumes sind. Sie hat ihre Wurzeln in geometrischer Wahrscheinlichkeitstheorie (Buffonsches Nadelproblem, Croftons Schnittformel). Ein weiteres frühes klassisches Resultat ist die Cauchysche Oberflächenformel, die den Oberflächeninhalt eines konvexen Körpers als Mittel über die Flächen der Parallelprojektionen des konvexen Körpers in alle Raumrichtungen ausdrückt. Der Name „Integralgeometrie“ stammt von Wilhelm Blaschke, der damit das Gebiet von der geometrischen Wahrscheinlichkeitstheorie loslösen wollte und von einer Vorlesung von  Gustav Herglotz angeregt wurde.
Blaschke wandte die Integralgeometrie – neben affinen Unterräumen – vor allem auf konvexe Körper im euklidischen Raum an. Der Körper lässt sich im Raum bewegen und in der Integralgeometrie werden Integrale (Mittelwerte) über die Bewegungsgruppe des Körpers (im euklidischen Raum Drehungen und Translationen) gebildet. Das unter der Bewegungsgruppe invariante Maß wird kinematische Dichte genannt. Kinematische Dichten benutzte schon Crofton in einfachen Fällen und danach Henri Poincaré für den Fall des Schnitts einer Kurve mit einer bewegten zweiten Kurven.
Luis Santaló und S. S. Chern dehnten die Integralgeometrie auf glatte (nicht-konvexe) Flächen und nichteuklidische Räume aus, Hugo Hadwiger auf Konvexringe (endliche Vereinigung konvexer Mengen).
Die Rekonstruktionen von Funktionen aus ihren Integralen über affine Unterräume (Radon-Transformation) ist ein Teilgebiet, das in der Computertomographie Anwendung findet. Eine andere Anwendung ist die ab den 1970er Jahren entstandene Stochastische Geometrie.

## Crofton-Formel

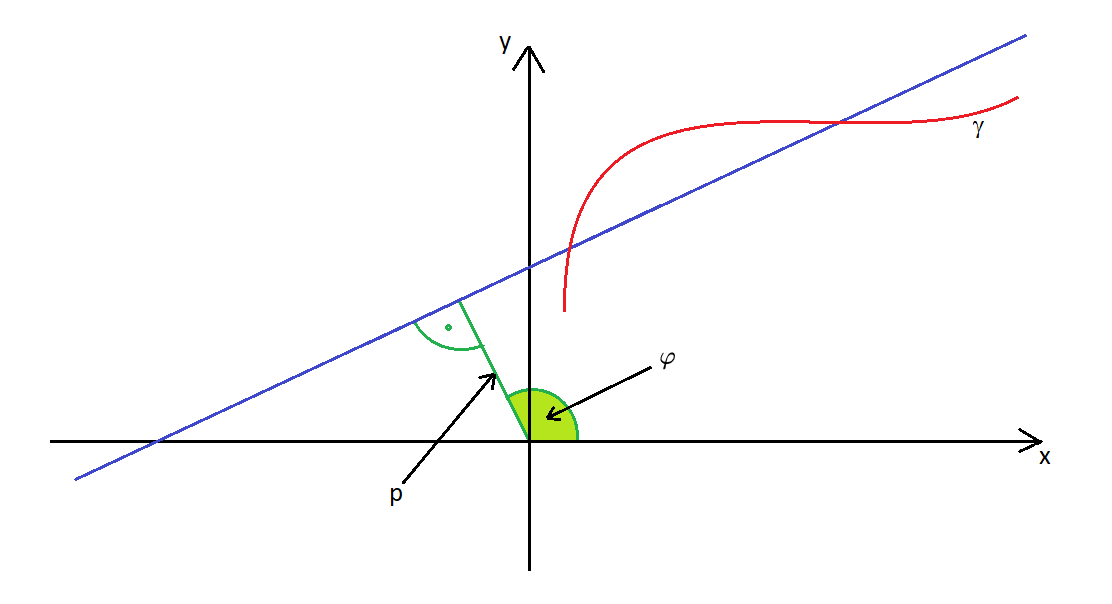
Die durch definierte Gerade schneidet zweimal, d. h..

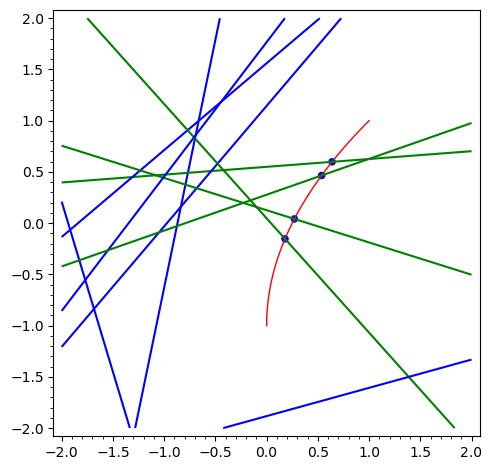
Anwendung der Crofton-Formel

Die Crofton-Formel war vorher schon Augustin Louis Cauchy bekannt und wird manchmal auch nach beiden benannt. Sie drückt die Bogenlänge {\displaystyle s(\gamma )} einer ebenen Kurve {\displaystyle \gamma } durch ein Integral über die Zahl der Schnittpunkte {\displaystyle n_{\gamma }} mit einer Geraden aus; deren Abstand vom Ursprung sei {\displaystyle p} (Länge des Lots vom Ursprung auf die Gerade) und der Winkel des Lots mit der x-Achse sei {\displaystyle \varphi } (siehe Hessesche Normalform der Geradengleichung). Dann ist {\displaystyle dpd\varphi } ein kinematisch invariantes Maß (invariant unter Drehungen und Translationen der euklidischen Ebene). {\displaystyle n_{\gamma }} sei die Anzahl der Schnittpunkte der durch {\displaystyle p,\varphi } parametrisierten Geraden mit der Kurve. Croftons Formel lautet dann:
{\displaystyle s(\gamma )={\frac {1}{2}}\int \int n_{\gamma }(\varphi ,p)\;d\varphi \;dp}

## Kinematische Hauptformel
Ein Ergebnis von Blaschke ist seine kinematische Hauptformel.
Betrachtet wird der Spezialfall der Ebene und Gebiete {\displaystyle D_{0}} und {\displaystyle D_{1}}, die von stückweise glatten Kurven begrenzt sind. {\displaystyle D_{1}} wird bewegt, wobei die Bewegungsgruppe hier aus zwei Translationen und einer Drehung besteht. Die kinematische Dichte ist {\displaystyle dK_{1}}. Die Krümmung von {\displaystyle D_{1}} sei {\displaystyle c_{1}=2\pi \chi (D_{1})} (mit der Euler-Poincaré-Charakteristik {\displaystyle \chi }), der Flächeninhalt {\displaystyle F_{1}} und der Umfang {\displaystyle L_{1}} (analog beim unbewegten Gebiet {\displaystyle D_{0}}). Die Krümmung der Schnittmenge von  {\displaystyle D_{0}}  und  {\displaystyle D_{1}} ist {\displaystyle c_{01}}. Dann lautet die kinematische Hauptformel:
{\displaystyle \int _{D_{0}\cap D_{1}\neq \emptyset }\,c_{01}dK_{1}=2\pi (F_{0}c_{1}+F_{1}c_{0}+L_{0}L_{1})}
Für konvexe Gebiete sind {\displaystyle c_{1}=c_{0}=c_{01}=1} und man hat:
{\displaystyle \int _{D_{0}\cap D_{1}\neq \emptyset }dK_{1}=2\pi (F_{0}+F_{1})+L_{0}L_{1}}
Es gibt auch eine n-dimensionale Fassung.